# Andrés Gómez (actor chileno)
Andrés Gómez Fuentes (Santiago, 10 de febrero de 1969) es un actor chileno de cine, teatro y televisión. Se dio a conocer con el personaje de Manuel Hinojosa en la exitosa teleserie Adrenalina de Canal 13.

## Carrera
Realizó sus estudios en las escuelas de Gustavo Meza en Santiago y Juan Carlos Corazza en Madrid.
En 1996 debutó en televisión en la producción Adrenalina de Canal 13. Ahí interpretó a Manuel Hinojosa, el revoltoso compañero de curso de las protagonistas de la historia.
Por años fue un nombre fijo en las producciones del área dramática de Canal 13, destacando por interpretaciones tan diversas como el rebelde "Pifia" en Marparaíso o el tierno Simón Méndez, "Simonkey", en Cerro Alegre.
Desde 2006 se ha mantenido alejado del género de las teleseries. Después de quince años, a fines de 2021 reapareció con una participación especial en Verdades ocultas.

En teatro ha estado en obras como El libro de la selva, en la versión de Vasco Moulian, donde fue Mowgly, y Te vas a morir de pena cuando yo no esté de Pablo Illanes.

## Filmografía

### Telenovelas
| Telenovela | Telenovela            | Telenovela                 | Telenovela |
| Año        | Telenovela            | Rol                        | Canal      |
| ---------- | --------------------- | -------------------------- | ---------- |
| 1996       | Adrenalina            | Manuel Hinojosa            | Canal 13   |
| 1997       | Rossabella            | Sebastián                  | Mega       |
| 1997       | Santiago City         | Adrián                     | Mega       |
| 1998       | Marparaíso            | Ignacio Wilson "El Pifia"  | Canal 13   |
| 1999       | Cerro Alegre          | Simón Méndez               | Canal 13   |
| 2000       | Sabor a ti            | "El Mosca"                 | Canal 13   |
| 2001       | Piel Canela           | Ivo Cárdenas               | Canal 13   |
| 2002       | Buen partido          | Checho                     | Canal 13   |
| 2004       | Xfea2                 | Víctor Zagall (2.ª. etapa) | Mega       |
| 2004       | Destinos cruzados     | Salomón                    | TVN        |
| 2005       | Versus                | Nicolás                    | TVN        |
| 2006       | Amor en tiempo récord | Christopher                | TVN        |
| 2021       | Verdades ocultas      | Andrés Jiménez             | Mega       |

### Series y unitarios
| Telenovela | Telenovela                                 | Telenovela       | Telenovela  |
| Año        | Serie                                      | Rol              | Canal       |
| ---------- | ------------------------------------------ | ---------------- | ----------- |
| 1999       | Los Cárcamo                                |                  | Canal 13    |
| 2000       | La otra cara del espejo                    |                  | Mega        |
| 2002       | La vida es una lotería                     | Jerson           | TVN         |
| 2004       | Cuentos chilenos                           | Asistente        | TVN         |
| 2006       | Casado con hijos                           |                  | Mega        |
| 2006       | Historias de Eva                           |                  | Chilevisión |
| 2007       | Infieles                                   |                  | Chilevisión |
| 2008       | Huaiquimán y Tolosa                        | El Trueno        | Canal 13    |
| 2010       | Algo habrán hecho por la historia de Chile | Francisco Bilbao | TVN         |
| 2011       | Cesante                                    |                  | Chilevisión |
| 2014       | No, la serie                               |                  | TVN         |
| 2017       | Irreversible                               | Molina           | Canal 13    |
| 2018       | lo que callamos las mujeres                | Diego            | Chilevisión |

### Cine
| Películas | Películas                    | Películas  | Películas           |
| Año       | Película                     | Personajes | Director            |
| --------- | ---------------------------- | ---------- | ------------------- |
| 2004      | Gente decente                |            | Edgardo Viereck     |
| 2008      | Seis                         | Gonzalo    | Cristián Lecaros    |
| 2010      | Schopsui                     | Diego      | Edgardo Viereck     |
| 2012      | No                           |            | Pablo Larraín       |
| 2014      | Blood Sugar Baby             | Big Al     | Igal Weitzman       |
| 2015      | Apio verde                   | Tomás      | Francesc Morales    |
| 2016      | Downhill                     | Skinny Guy | Patricio Valladares |
| 2017      | Una historia de in-felicidad | Ignacio    | Gabriel Hidalgo     |
| 2018      | Aves migratorias             |            | Mateo Chicharro     |

### Teatro
| Año       | Obra                                                     | Teatro(s)                                              | Papel    |
| --------- | -------------------------------------------------------- | ------------------------------------------------------ | -------- |
| 1998-2001 | El libro de la selva (Rudyard Kipling)                   | Corporación Cultural de Las Condes (Vasco Moulian)     | Mowgli   |
| 2002      | Te vas a morir de pena cuando yo no esté (Pablo Illanes) | Galpón 7 (Ricardo Balic)                               | Jonathan |
| 2003      | Rouge con huevo (Fernando Villalobos)                    | Centro Cultural Estación Mapocho (Fernando Villalobos) |          |
| 2008      | Sarah (Sarah Kane)                                       | Centro Mori (Alejandro Goic)                           |          |
| 2011      | Infierno Beach (Pablo Illanes)                           | Centro Cultural Amanda (Pablo Mackenna)                |          |
| 2016      | Juan: relato imaginario (Valentina Pollarolo)            | Centro Mori (Pablo Suárez)                             |          |